# Фолькеншванд
Фолькеншванд (нім. Volkenschwand) — громада в Німеччині, знаходиться в землі Баварія. Підпорядковується адміністративному округу Нижня Баварія. Входить до складу району Кельгайм. Складова частина об'єднання громад Майнбург.
Площа — 29,24 км2. Населення становить 1768 ос. (станом на 31 грудня 2020).